# The Vengeance That Failed
The Vengeance That Failed è un cortometraggio muto del 1912 diretto da Allan Dwan. Prodotto dall'American Film Manufacturing Company (con il nome Flying A), fu distribuito dalla Film Supply Company e uscì in sala l'11 settembre 1912.
È il primo lavoro per il cinema dello scrittore Harold McGrath.

## Trama
Un fuorilegge che ha da poco scontata una pena in carcere, assiste non visto all'incontro del ranger che lo aveva arrestato con Claribel, la sua ragazza. Per vendicarsi del ranger, il fuorilegge progetta di rapire la donna. Mettendo in atto il piano insieme ai suoi compari, riesce a catturare Claribel. Il ranger, però, si mette sulle tracce dei fuggitivi: mentre un gruppo di cowboy assale il campo, lui vi si introduce usando un tunnel segreto, riuscendo a salvare la sua Claribel.

## Produzione
Il film fu prodotto nel 1912 dalla Flying A (American Film Manufacturing Company).

## Distribuzione
Distribuito dalla Film Supply Company, il film - un cortometraggio in una bobina - uscì nelle sale USA l'11 settembre 1912, mentre nel Regno Unito venne distribuito il 6 novembre 1912.